# Рёссинг-Лелесиит, Александер
Алекса́ндер Рёссинг-Ле́лесиит (норв. Alexander Røssing-Lelesiit; 20 января 2007, Норвегия) — норвежский футболист, нападающий клуба «Гамбург».

## Клубная карьера
Рёссинг-Лелесиит родом из Ниттедала. Он играл за местную команду на протяжении всего 2021 года. После перехода в академию клуба «Лиллестрём» в конце 2022 года он порвал мениск и был готов к игре в мае 2022 года. Был переведён в старшую команду в 2024 году и дебютировал в чемпионате Норвегии против «Фредрикстада» в мае 2024 года.
В сентябре 2024 года он дебютировал за сборную Норвегии до 17 лет. Примерно в то же время «Лиллестрём» уволил своего менеджера и пригласил Дага-Эйлева Фагермо, а под руководством Фагермо Рёссинг-Лелесиит совершил прорыв. Во-первых, он забил гол в своем дебютном кубковом матче против «Молде» в начале октября 2024 года. Затем, когда «Лиллестрём» томился ниже линии вылета в Элитсерии, клуб обрёл новую надежду после победы над «Оддом» (3:0). Рёссинг-Лелесиит забил один из голов, свой первый гол в элитной серии, который привлёк внимание всей страны. Рёссинг-Лелесиита хвалили за то, что он был «дерзким» и «скромным» одновременно, а также за «бесстрашие» в выполнении сложных манёвров на поле.